# Волкова, Мария Фёдоровна
Мария Фёдоровна Волкова (1894, Москва — 29 сентября 1919 года, Москва) — слушательница Коммунистического университета имени Я. М. Свердлова. Похоронена на Красной площади в Москве.

## Биография
Родилась в семье московского рабочего-обувщика. Окончила 4-классную приходскую школу. С 15 лет начала работать швеёй на Прохоровской мануфактуре (впоследствии комбинат «Трёхгорная мануфактура»), где стала участвовать в революционном движении.
В 1917 году была избрана в фабком.
После Октябрьской революции стала сотрудницей губернского Совета рабочих, крестьянских и красноармейских депутатов. Вступила в РКП(б).
В конце 1918 года была послана на Восточный фронт. Шесть месяцев работала в особом отделе 1-го Московского губернского полка, дислоцировавшегося под Казанью.
В 1919 году вернулась в Москву. Была направлена учиться в Центральную школу советской и партийной работы (с июля — Коммунистический университет имени Я. М. Свердлова).
Скончалась в больнице 29 сентября 1919 года после ранения при взрыве в Леонтьевском переулке в здании Московского комитета РКП(б).
Похоронена у Кремлёвской стены.